# 9626 Stanley
9626 Stanley è un asteroide della fascia principale. Scoperto nel 1993, presenta un'orbita caratterizzata da un semiasse maggiore pari a 2,4135997 UA e da un'eccentricità di 0,1570645, inclinata di 3,24782° rispetto all'eclittica.